# Ермашево
Ермашево — деревня в Великолукском районе Псковской области России. Входит в состав сельского поселения «Пореченская волость».
Расположена в 56 км к югу от райцентра Великие Луки и в 18 км к юго-западу от волостного центра Поречье. Восточнее находится деревня Жигари.

## Население
Численность населения деревни по состоянию на 2000 год составляла 12 жителей, на 2010 год — 7 жителей.